# Josef Kašpar
Josef Kašpar (* 27. července 1938, Vrbice) je bývalý československý sportovec, atlet, který se věnoval skoku do výšky.
V letech 1955–1957 startoval za lehkoatletický oddíl VŽKG Ostrava, od roku 1958 do roku 1964 byl členem Dukly Praha. V roce 1957 překonal jako osmý muž v historii československé atletiky hranici 200 cm, jeho osobní rekord 204 cm pochází z roku 1963.

## Soutěže
Některé sportovní úspěchy:
- vítěz Velké ceny města Vyškova ve skoku vysokém 1960 a 1962
- 5. místo na I. Československých sportovních hrách Bratislava 1963
- 3. místo na Mistrovství ČSSR 1963 Hradec Králové

- Mezinárodní Memoriál Evžena Rošického, Praha 1958 (4.), 1959 (5.), 1961 (4.), 1962 (6.), 1963 (5.)
- reprezentoval ve 4 mezistátních utkáních 1959–1962